# Histona desacetilasa

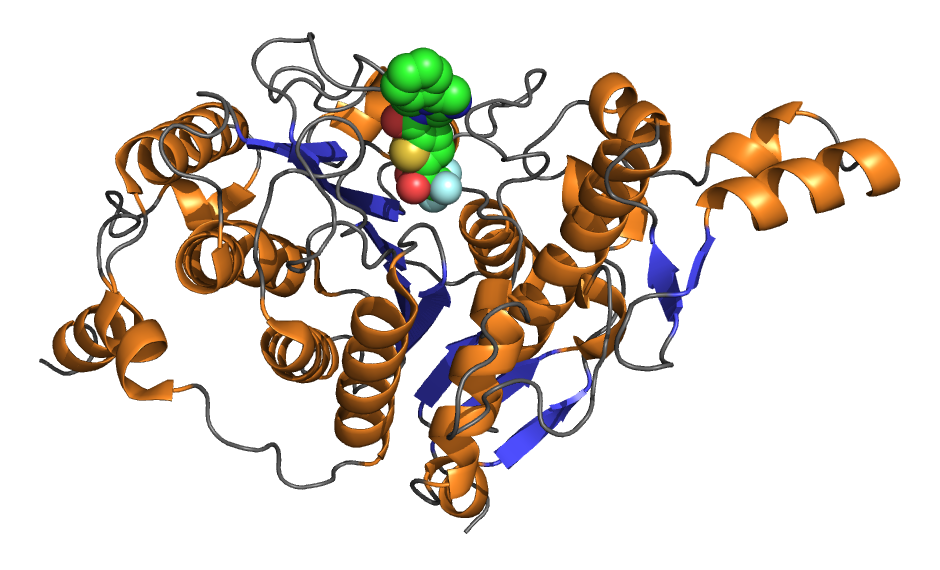
histona desacetilasa 4 humana

Les histones desacetilases, en anglès histone deacetylases (EC 3.5.1.98, HDAC), són una classe d'enzims que eliminen el grup acetil (O=C-CH₃) d'una lisina ε-N-aceti sobre una histona, que permet a les histones embolcallar l'ADN més estretament. Això és important perquè l'ADN està embolcallat al voltant de les histones, i l'expressió de l'ADN està regulada per l'acetilació i desacetilació.
L'acció de les HDAC és oposada a la de la histona acetiltransferasa. Les proteïnes HDAC també s'anomenen lisina desacetilasa (KDAC), per tal de descriure la seva funció i el seu objectius, incloent també les proteïnes no histones.

## Funció
Les histones acostumen a estar carregades positivament degut als grups amino presents als residus de lisina i arginina. Aquestes càrregues positives ajuden i enforteixen la interacció amb les càrregues negatives dels grups fosfat del esquelet de l'ADN. L’acetilació, una reacció que succeeix sovint en la cèŀlula, neutralitza les càrregues positives de les histones. D’aquesta manera, converteix les amines en amides y redueix la capacitat de les histones per unir-se al DNA. És a dir, aquesta reducció de l’afinitat d’unió permet l’expansió de la cromatina, de manera que també permet la transcripció genètica d’aquella regió cromosòmica. Les histones desacetilases (HDAC) eliminen els grups acetil, incrementant la càrrega positiva de les histones i, per tant, augmentant la seva afinitat d’aquestes per l’ADN. Aquest increment d’unió condensa l’estructura de l'ADN impedint la transcripció d’aquest fragment.
Les histones desacetilases intervenen en diverses rutes metabòliques: en el processament d'informació ambiental, transducció de senyals, ruta de senyalització Notch; en processos ceŀlulars, creixement i mort ceŀlular, cicle ceŀlular, i en malalties humanes, com ara el càncer o la leucemia mieloide aguda.
L'acetilació de les histones té un paper destacat en la regulació de l'expressió gènica. La cromatina hiper-acetilada està transcripcionalment activa, i la hipo-acetilada, en canvi, està silenciada. Un estudi fet en ratolins va trobar un subconjunt de gens de ratolí (7%) que estaven totalment desregulats degut a l'absència de HDAC1. Aquest estudi, a més, va determinar la regulació creuada que existeix entre HDAC1 i HDAC2, el que suggereix que HDAC1 tindria una funció addicional com a coactivador transcripcional.

## Complexos HDAC i les seves propietats bioquímiques
Les HDAC de Classe I (1-3) normalment formen part de diversos complexos multiproteics. A continuació s'indiquen quins son i es resumeixen algunes de les seves propietats enzimàtiques i bioquímiques.

##### Complex CoREST
Aquest complex és únic entre els complexos HDAC de Classe I, ja que conté tant la desacetilasa HDAC1 com la histona demetilasa LSD1. Els dos esborranys d'histones es mantenen units per la proteïna CoREST1. El complex afina la repressió gènica eliminant les modificacions posttraduccionals associades a la transcripció activa a prop dels promotors i potenciadors de gens que intervenen en el desenvolupament. Aquest paper que té el complex en el desenvolupament fa que la seva activitat sigui important en diversos tipus de cèŀlules i l'implica en el càncer i moltes altres malalties.
El complex CoREST es recluta en locus genòmics específics amb l'ajuda de factors de transcripció, com REST, per eliminar la mono- o di- metilació de la histona H3 Lis 4 i diverses acetilacions de les cues de les histones H3 i H2B.
Les seves funcions biològiques són: la repressió de gens de diferenciació neuronal, la regulació del destí i el desenvolupament de les cèŀlules mare, la regulació de la transició epitelial/endotelial a mesenquimal i la mediació en la plasticitat ceŀlular en càncer i malalties vasculars.

##### Complex MiDAC
El complex mitòtic desacetilasa (MiDAC) modula l'expressió gènica del desenvolupament, controla l'alineació dels cromosomes durant la mitosi i és crític per a l'embriogènesi, la diferenciació neuronal i la supervivència de les cèŀlules canceroses.
Diversos assajos han demostrat que el complex MiDAC té tres components principals: HDAC1, DNTTIP1 d'unió a ADN/nucleosoma, i la proteïna moduladora i d'andamiatge de HDAC1 MIDEAS. Els heterotrímers de MIDEAS, HDAC1 I DNTTIP1 formen un complex tetramèric en forma de X a través del domini de dimerització de DNTTIP1 i el domini SANT de MIDEAS unit a un fosfat inositol.
El complex MiDAC té una ràpida activitat enzimàtica que pot promoure una remodelació precisa de la cromatina durant una estreta finestra temporal de la progressió del cicle ceŀlular i és el complex que mostra una activitat catalítica més ràpida cap a substrats nucleosòmics entre els complexos HDAC de classe I que desacetilen la cua de la histona H3. El complex mostra una activitat de desacetilació preferent cap a acetilacions més properes a l'extrem N de H3.
MiDAC, a més, es caracteritza per la seva capacitat d'eliminar les modificacions lactil- i b-hidroxibutril de la histona H2BK11 (histona HB2 amb una acetilació a la lisina 11).

##### Complex SMRT/NCOR
El complex mediador del silenciament de l'àcid retinoic i del receptor de l'hormona tiroidal (SMRT) i el seu complex correpressor del receptor nuclear (NCOR) són els únics complexos HDAC de classe I coneguts que contenen HDAC3. El complex SMRT regula l'expressió de gens que intervenen en el desenvolupament, la progressió del cicle ceŀlular dels fibroblasts, el metabolisme de lípids, la inflamació i la polarització dels macròfags i els ritmes circadiaris.
Conté quatre components principals: HDAC3; proteïna SMRT/NCOR, que modula i plega la HDAC3, proteïna GPS2 que s'uneix al factor de transcripció, i mediador d'oligomerització TBL1X.

##### Complex MIER
Les proteïnes de resposta primerenca a la inducció del mesoderm, MIER 1/2/3, son proteïnes d'unió a HDAC que es preveu que siguin en gran manera no estructurades. Les tres son predominantemente nucleares, encara que MIER2 presenta una acumulació al citoplasma específica del tifus de cèl.lula. De les tres proteïnes, MIER1 és la que està substancialmente més asociada amb HDAC1 i HDAC2 ex vivo.

##### Complex NuRD
El complex de remodelació de nucleosomes i desacetilasa (NuRD) està implicat en la diferenciació cel.lular, el manteniment de llinatges i la resposta al dany de l'ADN.
Es distingeix d'altres complexos HDAC per la seva contribució a alguns evens d'activació gènica. El mòdul HDAC d'aquest complex és un dímer de MTA 1/2/3 i HDAC 1/2, amb fins a 4 proteÏnes d'unió a histones RBBP4/7 associades.
L'activitat desacetilasa in vitro del mòdul HDAC de NuRD, en relació amb altres complexos HDAC és robusta per a les proteïnes histones però modesta pels nucleosomes.

## Superfamília HDAC
Les HDAC, junt amb les acetilpoliamina amidohidrolases i les proteïnes que utilitzen acetoïna, conformen una superfamília de proteïnes coneguda com a superfamília histona deacetilasa.

## Classes HDAC
La classificació de les HDAC es basa en la identitat de seqüència i l'organització dels dominis.
| Classe | Membres                                                                  | Localització subceŀlular    | Distribució en teixits                   | Substrats                                           | Interacciona                                                                                | Fenotip de knockout                                                           |
| ------ | ------------------------------------------------------------------------ | --------------------------- | ---------------------------------------- | --------------------------------------------------- | ------------------------------------------------------------------------------------------- | ----------------------------------------------------------------------------- |
| I      | HDAC1                                                                    | Nucli                       | Ubiqua                                   | Receptor androgènic, NR0B2, p53, MayoD, E2F1, STAT3 | -                                                                                           | Letalitat en embrions, acetilació augmentada d'histones, augment de p21 i p27 |
| I      | HDAC2                                                                    | Nucli                       | Ubiqua                                   | Receptor de glucocorticoides, YY1, BCL6, STAT3      | -                                                                                           | Defectes cardíacs                                                             |
| I      | HDAC3                                                                    | Nucli                       | Ubiqua                                   | NR0B2, YY1, GATA1, RELA, STAT3, MEF2D               | NCOR1                                                                                       | -                                                                             |
| I      | HDAC8                                                                    | Nucli/Citoplasma            | Ubiqua                                   | -                                                   | SMG5                                                                                        | -                                                                             |
| IIA    | HDAC4                                                                    | Nucli/Citoplasma            | Cor/Múscul esquelètic/ Cervell           | GCM1, GATA1, HP1                                    | RFXANK                                                                                      | Defectes en diferenciació de condròcits                                       |
| IIA    | HDAC5                                                                    | Nucli/Citoplasma            | Cor/Múscul esquelètic/ Cervell           | GCM1, SMAD7, HP1                                    | PHB2, receptor d'estrògen                                                                   | Defectes cardíacs                                                             |
| IIA    | HDAC7                                                                    | Nucli/Citoplasma mitocondri | Cor/Múscul esquelètic/ Pàncrees/Placenta | PLAG1, PLAG2                                        | HIF1A, BCL6, receptor d'endotelina, receptor androgènic, α-actinina 1, α-actinina 4, HTATIP | Augment de MMP10                                                              |
| IIA    | HDAC9                                                                    | Nucli/Citoplasma            | Cor/Múscul esquelètic                    | -                                                   | FOXP3                                                                                       | Defectes cardíacs                                                             |
| IIB    | HDAC6                                                                    | Nucli/Citoplasma            | Cor/Fetge/Ronyó/Placenta                 | α-tubulina, Hsp90, NR0B2, SMAD7                     | RUNX2                                                                                       | -                                                                             |
| IIB    | HDAC10                                                                   | Nucli/Citoplasma            | Fetge/Melsa/Ronyó                        | -                                                   | -                                                                                           | -                                                                             |
| III    | Sirtuïnes de mamífers (SIRT1, SIRT2, SIRT3, SIRT4, SIRT5, SIRT6 i SIRT7) | -                           | -                                        | -                                                   | -                                                                                           | -                                                                             |
| III    | Sirtuïnes de Saccharomyces cerevisiae                                    | -                           | -                                        | -                                                   | -                                                                                           | -                                                                             |
| IV     | HDAC11                                                                   | Nucli/Citoplasma            | Cervell/Cor/Múscul esquelètic/Ronyó      | -                                                   | -                                                                                           | -                                                                             |

HDAC1 i HDAC2
HDAC1 i HDAC2 són enzims similars que presenten una identitat de seqüència global del 82% aproximadament. El domini catalític a l'extrem N-terminal dona lloc a la major part de la proteïna. Aquests dos enzims es troben en estat inactiu quan es produeixen per tècniques recombinants, això implica la necessitat de cofactors perquè l'activitat de HDAC1 i HDAC2 tingui lloc. In vivo, aquests dos enzims únicament són actius si es troben dins d'un complex proteic. Aquests complexos proteics estan formats per proteïnes necessàries per a la modulació de l'activitat desacetilasa i per unir l'ADN amb proteïnes que medien el reclutament de HDAC als promotors dels gens.
S'han identificat tres complexos proteics presents a ambdós enzims: Sin3, NuRD, i Co-REST. Els complexos Sin3 i NuRD són complexos centrals que contenen HDAC1 i HDAC2, la proteïna Rb 48 i RbAp46. Ambdós complexos necessiten cofactors per dur a terme una activitat HDAC màxima.
HDAC1 i HDAC2 poden unir-se directament a proteïnes d'unió a l'ADN com YY1, Rb1 i Sp1. A més de la regulació de l'activitat a partir de la disponibilitat de co-repressors, un segon mitjà de regulació de l'activitat dels enzims HDAC1 i HDAC2 es fa a partir de modificacions post-traduccionals. L'activitat enzimàtica i la formació de complexos està regulada per la fosforilació. HDAC1 i HDAC2 es fosforilen a un nivell baix en cèl·lules d'estat estacionari en repòs. La hiperfosforilació d'HDAC1 i HDAC2 implica un lleuger, però significatiu augment de l'activitat desacetilasa i al mateix temps la disrupció de la formació del complex entre HDAC 1 i HDAC2 i entre HDAC1 i mSin3A/YY1. Quan aquesta hiperfosforilació té lloc, l'activitat dels enzims es veu disminuïda, però la formació de complexos augmenta. Aquesta aparent contradicció manté l'activitat enzimàtica de HDAC1 i HDAC2 en un nivell òptim. L'anàlisi mutacional de HDAC1 mostra que Ser421 i Ser423 són llocs de fosforilació indispensables i que quan es veuen mutats, la formació de complexos es veu dificultada i l'activitat enzimàtica de HDAC disminueix.
HDAC3
HDAC3 està evolutivament més relacionada amb HDAC8, presenten una identitat de seqüència global del 34% aproximadament. HDAC3 presenta el mateix domini estructural que totes les HDACs de classe I. A diferència d'HDAC1 i HDAC2, que són molt semblants entre sí, HDAC3 només comparteix un 68% d'identitat total amb aquests dos enzims. Les HDAC3 no només presenten seqüències senyals d'importació al nucli com totes les HDACs de classe I, sinó que també posseeix una seqüència senyals d'exportació al nucli. El balanç entre aquestes dues seqüències senyal depèn del tipus de cèl·lula i de les condicions cel·lulars.
HDAC3 comparteix característiques estructurals i funcionals amb altres HDACs de classe I, encara que existeixen complexos i multisubunitats que difereixen d'altres complexos HDAC coneguts.
SMRT i N-CoR són factors necessaris per l'activitat de HDAC3. SMRT i N-CoR són dues proteïnes diferents, però molt relacionades que comparteixen dominis estructurals i funcions similars. Ambós actuen com a co-repressors. Presenten un domini activador de desacetilasa conservat per a l'activació de HDAC3. HDAC3 és capaç de formar oligòmers in vintro i in vivo amb altres HDACs. Emprant la sobreexpressió acoblada a immunoprecipitació, s'ha demostrat que HDAC3 pot co-precipitar amb HDAC4, HDAC5 i HDAC7 a partir de la formació de complexos SMRT i N-CoR. L'HDAC3 endògena s'associa la majoria de les vegades amb si mateixa i únicamnet una petita fracció d'HDAC3 interactua amb HDAC4. HDAC3 també pot ser localitzada en un complex amb HDAC de proteïnes relacionades (HDRP).
HDAC3 comparteix la capacitat amb HDAC1 per mediar la interacció amb RbAp48. En canvi, HDAC3 no interfereix amb l'activitat RbE2F a diferència de HDAC1 i HDAC2, que sí que ho fan.
HDAC8
Les HDAC8 compareteix aproximadament una identitat del 34% amb les HDAC3.
HDAC8 està composta per un domini catalític amb una seqüència senyal d'entrada al nucli al centre. L'HDAC8 ha estat descoberta de manera recent i per tant, encara no es coneix si la seva funcionalitat està regulada per algun complex proteic co-repressor.
HDAC4, HDAC5 i HDAC7
HDAC4, HDAC5 i HDAC7 es troben a la mateixa regió de l'arbre filogenètic i pertanyen a la classe II. HDAC4 i HDAC5 són les més similars, ja que comparteixen una identitat global del 70% aproximadament. HDAC7 també comparteix una identitat del 58% amb HDAC4 i del 57% amb HDAC5. Totes tres presenten el seu domini catalític a la meitat on es troba l'extrem C-terminal de la proteina. La seqüència senyal d'importació al nucli està situada a prop de l'extrem N-terminal.
HDAC5 presenta una seqüència senyal d'exportació nuclear dins del domini catalític, suggerint un tràfic entre el nucli i el citoplasma.
HDAC4, HDAC5 i HDAC7 poden interaccionar amb els complexos SMRT i N-CoR, amb el co-repressor BCOR (Bcl-6-interacting co-repressor) i amb CtBP.
L'extrem N-terminal d'HDAC4, HDAC5 i HDAC7 interacciona específicament i reprimiex el factor de transcripció miogènic MEF2. Aquest factor de transcripció miogènic juga un paper fonamental com a factor de transcipció d'unió al DNA en la diferenciació muscular. Quan MEF2 es troba associat a HDAC4, HDAC5 o HDAC7, la funció de MEF2 com a factor de transcripció està inhibida, bloquejant per tant, la diferenciació de la cèl·lula muscular. L'activitat de CaMK supera aquesta inhibició mitjançant la dissociació del complex MEF2-HDAC a través de la fosforilació d'HDAC4, HDAC5 o HDAC7. Posteriorment, el tranport d'HDAC juntament amb el factor d'exportació CRM1 fora del nucli por succeïr.
HDAC4, HDAC5 i HDAC7 es poden associar a HDAC3 in vivo a través del reclutament de SMRT o N-CoR al nucli, amb una absència de HDAC 3, provocant la inactivitat. Això fa pensar que HDAC4, HDAC5 i HDAC7 funcionen com a mètode d'unió entre els reclutadors d'unió a l'ADN i les HDAC3 que contenen el complex HDAC.
La localització subcelular d'HDAC5 i HDAC6 és diferent de l'HDAC 4 en les diferents etapes de la diferenciació de les cèl·lules musculars. Les tres HDAC (4,5,7) es complementen entre elles per tal de controlar la regulació diferencial de l'expressió gènica durant les diferents etapes de la diferenciació cel·lular als músculs.
HDAC4, HDAC5 i HDAC7 són capaces d'ajustar la repressió de l'expressió gènica degut a la necessitat de co-repressors per poder portar a terme la seva activitat.
HDAC6
L'arbre filogenètic mostra que l'HDAC6 és la més propera evolutivament a HDAC10. En general, encara que la identitat d'HDAC6 amb altres HDACs és baixa, presenta certa semblança amb HDAC1 del llevats Saccharomyces cerevisiae, indicant una separació primerenca en l'evolució respecte les altres HDACs.
HDAC6 és un enzim força diferent dins de la familia HDAC, ja que conté dos dominis catalitcs disposats un darrere de l'altre. Un altre aspecte que distingeix a HDAC6 de la resta de HDAC és la presència d'un domini HUB a l'extrem C-terminal. Aquest domini HUB és un senyal d'ubiqüitinació, suggerint que HDAC6 és bastant propensa a la degradació. Els dominis catalítics són simililars als de HDAC9.
HDAC6 funciona com una desacetilasa de tubulina, regulant la mobilització cel·lular que depèn dels microtúbuls.
HDAC6 es troba de forma majoritària al citoplasma per tal de portar a terme la seva funció biològica, encara que també es pot localitzar al nucli en un complex juntament amb HDAC11. Les funcions d'HDAC6 han estat relativament poc estudiades en comparació amb les altres HDACs.
HDAC9
El domini catalític d'HDCAC9 es troba a l'extrem N-terminal. Es coneixen tres variants d'HDAC9: HDAC9a, HDAC9b i HDRP/HDAC9c.
A HDAC9c/HDRP li manca el domini catalitzador i comparteix una similitud del 50% amb l'extrem N-terminal d'HDAC4 i HDAC5. Per analogia amb HDAC4, HDAC5 i HDAC7, HDRP (o HDAC 9c) és capaç de reclutar HDAC3 i compensa així la manca la domini catalitzador.
HDAC9 també pot interaccionar amb MEF2, suggerint que HDAC9 té un paper important en la diferenciació muscular.
HDAC10
HDAC10 és l'HDAC de classe II que ha estat descoberta més recentment. Dues espècies de RNA amb una petita diferència entre ambdues suggereix la possible existència de dues variants d'HDAC10.
HDAC10 comparteix aproximadament una identitat del 37% amb HDAC6.
Presenta un domini catalitzador en el seu extrem N-terminal, un NES (nuclear export signal), i un segon domini catalitzador a l’extrem C-terminal.
HDAC10 interacciona amb HDAC1, HDAC2, HDAC3 i amb HDAC4, HDAC5 i HDAC7, però no amb HDAC6. El fet que presenti la capacitat d'associar-se a molts tipus d'HDAC indica que la seva funció és més com a reclutador i no tant com a desacetilasa; encara que quan es troba sol sí que presenta activitat desacetilant.
HDAC11
A l'anàlisi filogenètica s'observa com HDAC11 és molt propera a HDAC3 i HDAC8, suggerint per tant que HDAC11 pot estar més relacionada amb una HDAC de classe I, que no pas una HDAC de classe II.
HDAC11 conté el seu domini catalitzador a l'extrem N-terminal. La seva activitat desacetilasa pot ser inhibida per la trapoxina. No es troba en cap complex HDAC conegut (Sin3, N-CoR, SMRT), suggerint una funció bioquímica diferent de la resta d'HDACs.

## Subtipus
Les HDAC es divideixen en quatre grups segons la seva funció i la semblança de la seqüència d'ADN que reconeixen. Els dos primers grups són considerats HDAC «clàssiques» el que vol dir que les seves activitats són inhibides per tricostatina A (TSA). En canvi, el tercer grup pertany a una família de proteïnes NAD+- dependents, que no es veuen afectats per la TSA.
S'han trobat homòlegs dels tres grups en els següents llevats: potassi reduït dependent 3 (Rpd3), que correspon a la classe I; histona deacetilasa I (hda1), que correspon a la classe II, i regulador de la informació silent 2 (Sir2), que correspon la classe III. El quart grup és considerat atípic, ja que únicament s'assembla als altres tres en la semblança de la seqüència d'ADN que reconeix.

## Localització subceŀlular
Les histona desacetilases (HDACs) de classe I, (HDAC 1,2 y 8) es localitzen principalment al nucli. Mentre que les HDAC 3 es situen tant al nucli com al citoplasma i associades a la membrana. Les HDAC de classe II (HDAC 4,5,6,7,9 y 10) son capaces d’entrar i sortir del nucli depenent de la senyal que reben. L’HDAC 6 és un enzim citoplasmàtic associat als microtúbuls. La seva funció consisteix a desacetilar la tubulina, la proteïna Hsp90 i la cortactina, essent capaç de formar complexos amb altres proteïnes, raó per la qual intervé en diversos processos biològics.

## Paper de les HDAC en el desenvolupament i la fisiologia
Les HDACs presenten una estreta relació amb el desenvolupament en cèl·lules eucariotes, influents especialment en la transcripció i l’expressió gènica. La transcripció de gens pot ser modulada mitjançant reaccions d’acetilació o de desacetilació, ambdues relacionades amb la estructura de la cromatina. Per exemple, l’acetilació de grups e-amino de residus de lisina neutralitza la seva càrrega positiva, fet que relaxa l’estructura de la cromatina. En resposta a la senyalització fisiològica i transcripcional, les HDACs tenen un paper important en la desacetilació de les cues de les histones, conduint a la condensació de la cromatina. Aquest efecte desencadena una repressió gènica que redueix l’accessibilitat de l’ADN a certs factors transcripcionals, actuant com a repressor de l’expressió de certs gens que poden ser tant beneficiosos com perjudicials, per exemple aquells que comporten mutacions, per a l’estat de salut. Els estudis de les funcions de les HDACs han estat realitzats majoritàriament mitjançant anàlisis bioquímiques in vitro, tot i que la creació de ratolins genoanuŀlats (knockout) que manquen d’aquests gens ha demostrat una alta especificitat en les funcions de les HDACs pel que fa a la transcripció de gens. Així, sabem que irregularitats en histona acetiltransferases (HATs) y histona desacetilasas poden incentivar una expressió gènica descontrolada, afavorint els processos de tumorigènesi al seu torn.

### Experimentació amb ratolins
Les HDAC de classe I han demostrat ser essencials en el control de l’expressió gènica donat que la seva eliminació en el grup de ratolins suposa conseqüències letals, presentant un endarreriment en el desenvolupament i creixement. A més, les HDAC1 regulen programes de gens específics especialment en cèl·lules embrionàries. En aquestes, la manca d'HDAC1 implica una major expressió dels inhibidors de la quinasa dependent de les ciclines. Així, tenint en compte que els ratolins que no presenten les HDAC1 moren durant l’etapa embrionària, es conclou que les HDAC1 a més de repressores de transcripció activen o desactiven certs promotors per a regular gens específics.
En el cas de les HDAC2, els ratolins nuls per a aquestes van morir en les primeres 24 hores a causa de malformacions cardíaques greus. No obstant, els resultats d’aquesta experimentació són ambigus, ja que altres ratolins que contenen una inserció de lacZ que també anul·la les HDAC2 si que són viables. En el cas de les HDAC3, els ratolins que contenen les mutacions també són inviables ja que, per exemple, són disruptives de l’homeòstasi dels lípids i el colesterol o causen una hipertròfia cardíaca massiva així com fibrosi intersticial.
La deleció de les HDACs de classe II també condueix a una pèrdua de funcionalitat en diversos teixits. El rol d’aquestes HDACs és imprescindible en la viabilitat dels ratolins, per exemple, les HDAC4 estan directament relacionades amb la regulació de la esqueletogènesis així com les HDAC5 i 9 controlen el creixement cardiovascular i les HDAC7 controlen la funció endotelial.
Efectivament, la deleció dels diferents tipus d’HDAC de cada classe resulta en mecanismes d’acció similars davant la pèrdua de funcionalitat o els canvis en el fenotip. No obstant, aquesta resposta es pot observar des d’un punt de vista terapèutic, concretament en relació amb els inhibidors farmacològics de les HDAC. Tot i que la deleció de gens d’HDAC pot causar conseqüències letals, la inhibició d’algunes HDAC pot bloquejar l’expressió de gens associats a diverses malalties. Això es deu al fet que l’absència de l’enzim o dels productes de la reacció no és total i l’activitat enzimàtica no afecta necessàriament el complex repressiu. També cal tenir en compte les isoformes de les HDAC, ja que els inhibidors seran selectius de diverses isoformes per a assegurar que no regulin programes diferents d’expressió gènica. Tot i que actualment segueix sent un camp d’investigació, la implicació dels inhibidors de les HDAC podria ser significativa en el tractament del càncer, ja que poden repercutir directament en la proliferació de les cèl·lules tumorals induint a l’apoptosi o a l’aturada del cicle cel·lular. Per tant, la inhibició de les HDAC en determinats contextos pot estar implicada en el tractament de nombroses malalties infeccioses, immunològiques o genètiques. Especialment la hipertròfia cardíaca, les malalties neurodegeneratives o els shocks traumàtics, les quals podrien tenir un component epigenètic en comú.

## Modificacions post-traduccionals de les HDAC
Les modificacions posttraduccionals es donen com a resposta del canvi de condicions del microambient cel.lular i poden servir com a mecanisme de comunicació intracel.lular. Tot i que les HDACs poden catalitzar modificacions posttraduccionals en altres molècules, elles mateixes també poden patir aquests canvis.
Aquestes modificacions s'han identificat, moltes d'elles, mitjançant mètodes d'espectrometria de masses d'alt rendiment utilitzant diferents llinatges cel.lulars, tipus de teixits i tractaments farmacològics.

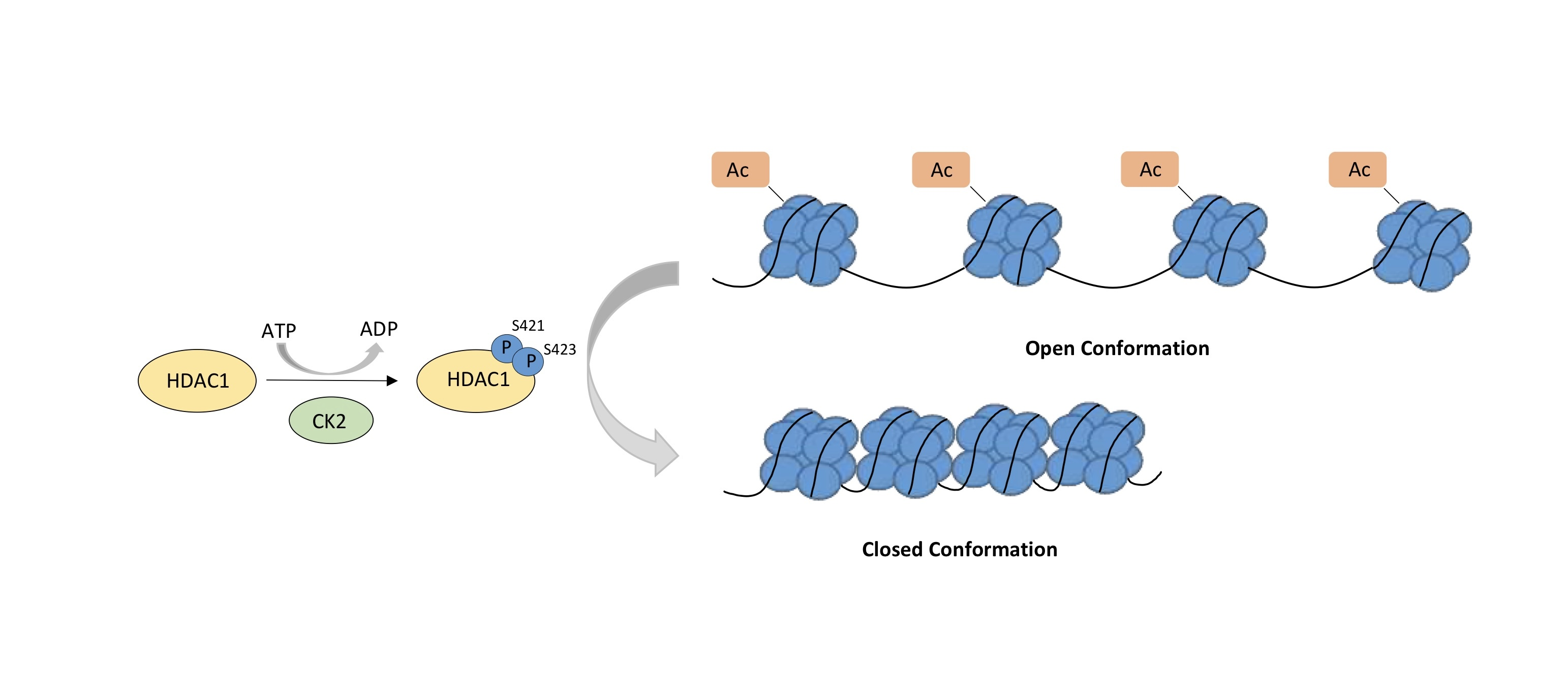
Increment de l'activitat desacetilasa de la HDAC1 després de la seva fosforilació a S421 i S423 per CK2.

Una de les modificacions de les HDACs millor estudiades és la fosforilació. En resposta a estímuls extracel.lulars s'activen les vies de transducció de senyals, el que pot conduir a la fosforilació de proteïnes, normalment en els resides de serina, treonina i tirosina (residus més susceptibles de fosforilar-se).
Els mecanismes associats a la fosforilació de les HDACs s'han estudiat en diversos contextos cel.lulars i estats patològics. Això ha portat a la identificació de característiques de tota classe, com la relació entre la fosforilació de l'HDAC de classe IIa i la localització subcel.lular.
Les HDAC1 i HDAC2 formen part dels complexos NuRD, Sin3, CoREST I MiDAC, mentre que la HDAC3 forma part del complex SMRT i N-CoR. S'ha descobert que les interaccions que hi ha entre HDAC1 i altres membres dels seus complexes correpressors Sin3, CoREST i NuRD i la seva activitat desacetilasa depene de la seva fosforilació en S421 i S423 per la caseïna quinasa 2 (CK2).
Hi ha discrepàncies en quant als descobriments dels efectes de la fosforilació en HDAC1 i HDAC2. Hi ha estudis que demostren que la fosforilació de S394 afecta a l'activitat d'HDAC2 o que la fosforilació de S423 és necessària perquè HDAC1 pugui fer la seva activitat. Hi ha d'altres que demostren que la mutació d'aquest lloc actiu sota la condició d'estrès oxidatiu no afecta notablement als nivells de fosforilació d'HDAC2, però que la doble mutació de S422 i S424 a alanina junt amb la mutació 2394A o el truncament C-terminal tenen una reducció notable en el nivell general de fosforilació d'HDAC2.
És interessant observar que la fosforilació d'HDAC1 i HDAC2, que comparteixen un 85% de similitud de seqüència, en llocs corresponents (S421 i S423 en HDAC1 i S422 i S424 en HDAC2) produeix efectes oposats en la seva activitat enzimàtica.
A diferència d'HDAC1 i HDAC2, hi ha un major consens en quant a l'efecte de la fosforilació sobre l'activitat de les altres HDACs de classe I (HDAC3 i HDAC8). La fosforilació d'HDAC3 és important per la seva activitat desacetilasa cap a les histones centrals.

#### Relevància fisiològica de la fosforilació de les HDACs
La senyalització cel.lular i els fenòmens de fosforilació intervienen en el manteniment dels processos fisiològics normals, així com en el desenvolupament de patologies. Les HDACs també intervenen en la regulació d'una àmplia sèrie de processos cel.lulars i s'han associat a malalties com el càncer o a transtorns metabòlics. És molt important destacar que s'han identificat molt llocs de fosforilació d'HDAC en el context de determinades malalties, tipus de teixits i mecanismes de senyalització.
A continuació s'enumeren alguns exemples de fosforilació de les HDACs en la salut i les patologies.
| Proteína   | Procés fisiològic/patologia |
| ---------- | --- |
| HDAC1      | Diferenciació d'osteoblasts, obesitat induïda per dieta, hepatosteatosi |
| HDAC2      | Hipertròfia cardíaca, obesitat induïda per dieta, hepatosteatosi, malalties neurodegeneratives, malaltia d'Alzheimer, inflamació relacionada amb malaltia pulmonar obstructiva crònica (MPOC)                                                                                    |
| HDAC3      | Càncer de mama HER2 positiu, malaltia de Parkinson, glicòlisi |
| HDAC4      | Glioblastoma, miogènesi de l'esquelet, diferenciació de cèl.lules musculars, hipertròfia cardíaca, gliconeogènesi, desenvolupament de beines de mielina |
| HDAC5      | Glioblastoma, senyalització immunològica, miogènesi de l'esquelet, diferenciació de cèl.lules musculars, angiogènesi, hipertròfia cardíaca, gluconeogènesi, resistència a la insulina (diabetes de tipus II, obesitat), diferenciació neuronal, plasticitat sinàptica, depressió |
| HDAC6      | Malalties neurodegeneratives, transport mitocondrial |
| HDAC7      | Glioblastoma, senyalització immunològica, diferenciació de cèl.lules musculars, angiogènesi, gluconeogènesi |
| HDAC9/MITR | Glioblastoma, diferenciació de cèl.lules musculars |

## Implicació d’inhibidors d’histones desacetilases (HDACis) en cèŀlules cancerígenes
Les cèl·lules CD4+ T nadiues, quan són activades per cèl·lules presentadores d'antigen (CPA), es diferencien en diversos subtipus de cèl·lules T ajudadores (helpers) en funció de l'estímul antigènic i les citocines del microambient. Aquesta diferenciació està regulada tant per factors de transcripció específics com per mecanismes epigenètics, com l’acetilació de lisina en histones, que afavoreix la transcripció i afecta múltiples vies cel·lulars.
Les desacetilases d’histones (HDAC) tenen un paper crucial en la regulació de la immunitat de les cèl·lules CD4+ T, tant en histones com en altres proteïnes no histones. Per tant, els inhibidors d'HDAC ja s'utilitzen en el tractament de certs càncers i podrien tenir aplicacions en malalties mediades per cèl·lules T. És a dir, s'han evidenciat efectes de les HDACs en la funció i diferenciació de les cèl·lules T, identificant àrees de recerca per explorar en el futur.

### Mecanismes d’acció HDACis
Els HDACis poden frenar la proliferació de diverses cèl·lules transformades incloses les de limfoma, mieloma i leucèmia. Inhibeixen el creixement de tumors sòlids i neoplàsies hematològiques. Aquests compostos indueixen l’apoptosi (mort cel·lular programada) a través de diversos mecanismes, assolint així objectius terapèutics en el tractament del càncer.
Els HDACis regulen el cicle cel·lular disminuint la diferenciació cel·lular o alliberant la proteïna HDAC1. En el cas de la leucèmia, el SAHA (suberohidroxàmic àcid) indueix apoptosi en les cèl·lules de leucèmia en diferents fases del cicle cel·lular. Aquest procés implica la hiperacetilació de les histones 3 i 4, activant gens que indueixen la diferenciació i detenen el cicle cel·lular. Els HDACis també activen la via de l’apoptosi mitjançant la reducció de l’expressió de receptors de creixement vascular (VEGFR-2), regulant l'angiogènesi, cosa que les fa efectives tant en cèl·lules en proliferació com en no proliferatives.
En la via endògena de l’apoptosi, els HDACis actuen inhibint proteïnes antiapoptòtiques i activant les proapoptòtiques, que condueixen a l'alliberament de proteïnes mitocondrials, activant les caspases (família d'enzims proteases que juguen un paper essencial en la mort cel·lular programada). Així mateix, augmenten els receptors de mort en les cèl·lules transformades, mentre que aquest efecte no es produeix en les cèl·lules normals. Aquest procés inclou la reducció de proteïnes com c-FLIP i l’augment de proteïnes de la família Bcl-2, com Bim i Bmf, que connecten les vies endògenes i exògenes d’apoptosi.
A més, els HDACis indueixen l’acumulació d’espècies reactives d’oxigen (ROS) en cèl·lules tumorals, provocant-ne la mort. En les cèl·lules normals, els HDACis augmenten els nivells de tioredoxina (Trx), que actua com a antioxidant per les espècies reactives d’oxigenn (ROS). Mentre que en les cèl·lules transformades, els HDACis incrementen les proteïnes que es lliguen a Trx, disminuint així el seu contingut i augmentant la sensibilitat a la mort cel·lular induïda per HDACis.
Finalment, els HDACis alteren l'expressió gènica i la reparació de danys en l'ADN, especialment en casos de danys induïts per agents com la radiació o la llum ultraviolada. També inhibeixen la funció de les proteïnes xaperones, especialment la Hsp90, promovent la degradació de proteïnes oncoproteiques. Aquesta acció específica sobre les cèl·lules tumorals i la seva relativa seguretat per a les cèl·lules normals fan dels HDACis un tractament amb gran potencial.

### Paper de HDACis en el tractament de la leucèmia mieloide aguda
La leucèmia mieloide aguda (AML) és el tipus de leucèmia aguda més comú en adults. Els tractaments principals són la quimioteràpia estàndard i el trasplantament de cèl·lules mare, però sovint resulten limitats. Els HDACis han emergit com a tractaments prometedors en AML, actuant principalment sobre les cèl·lules mare leucèmiques (LSCs) i els complexos de factors de transcripció com CBF, implicats en la funció hematopoètica i la proliferació tumoral.
La inhibició de HDAC8, per exemple, reverteix la inactivació de p53, indueix l’apoptosi en cèl·lules AML i redueix la proliferació cel·lular. Medicaments com entinostat i chidamide, inhibidors d’HDAC1, també han demostrat reduir la càrrega de leucèmia en models animals mitjançant la inducció de diferenciació cel·lular i l'apoptosi. Alhora, el valproat (VPA), combinat amb àcid retinoic (ATRA), té efectes positius en la diferenciació de les cèl·lules AML derivades de síndromes mielodisplàsiques.
Els estudis mostren que combinacions d’HDACis amb altres fàrmacs poden millorar l'eficàcia del tractament. Per exemple, la combinació de VPA amb citarabina ha aconseguit respostes completes en pacients grans i dèbils amb AML. Altres combinacions, com vorinostat amb bortezomib i ara-C, o amb gemtuzumab ozogamicina i azacitidina, han mostrat millores en la supervivència i respostes completes en pacients amb AML o neoplàsies mielodisplàsiques (MDS). A més, el vorinostat ha demostrat potencial terapèutic per tractar neoplàsies relacionades amb la mutació JAK2V617F, com la policitèmia vera (síndrome mieloproliferativa crònica). Encara que el tractament amb HDACis com a monoteràpia té efectes limitats, la seva combinació amb altres agents es considera una estratègia prometedora per abordar la resistència i millorar les taxes de curació en AML. En general, els HDACis ofereixen noves vies terapèutiques per a una gamma més àmplia de trastorns hematològics, obrint oportunitats per al desenvolupament de tractaments més efectius i menys tòxics per a pacients d’edat avançada o amb recaigudes

## Inhibidors HDAC
Els inhibidors de les HDAC indueixen canvis específics en l'expressió gènica i influeixen en altres processos com la detenció del creixement, la diferenciació, la citotoxicitat i la inducció a l'apoptosi. Tenen una llarga història com a fàrmacs utilitzats en psiquiatria i neurologia. Més recentment, els HDACis s'han empleat com mitigadors en el tractament de malalties neurodegeneratives. Últimament, s'ha fet un gran esforç per desenvolupar HDACis per a teràpies de càncer, com el vorinostat. El mecanisme exacte pel qual funcionen aquests compostos no és clar encara, però sembla tenir relació amb rutes de regulació epigenètica. Els HDACis també tenen efectes en proteïnes no histones que estan relacionades amb el procés d'acetilació. Aquests inhibidors poden alterar el grau d'acetilació d'aquestes proteïnes i incrementar o reprimir la seva activitat. Els inhibidors de les HDAC, en particular els de la classe hidroxàmica, solen tenir característiques estructurals comuns: una fracció d'unió al zinc (ZMB), un grup de recobriment oposat i un enllaçador alquil, vinil o aril de cadena recta que connecta els dos elements anteriors.
Aquests grups funcionals interaccionen amb tres regions relativament conservades dels llocs actius de les HDAC. La seqüència d'aminoàcids de la vora que envolta el lloc catalític de les diferents HDAC té una major diversitat de seqüències en comparació amb els altres dominis, i per tant, pot tenir el major potencial de ser manipulada per desenvolupar HDACis selectius.
Els HDACis inclouen àcids hidroxàmics, pèptids cíclics, cetones electròfiles, àcids grassos de cadena curta, benzamides, compostos a base d'àcid borònic, molècules que contenen benzofuranona i sulfonamida i estructures peptídiques α/β.
Efectes biològics secundaris dels HDACis
Els inhibdors d'HDAC poden induir la mort cel·lular a través de diferents vies, com l'aturada del creixement cel.lular, la mort cel·lular, la inhibició de l'angiogènesi alterant l'estructura de moltes proteïnes dianes de les HDACs.
Les cèl·lules del nostre cos no modificades són relativament resistents a la mort cel·lular induïda pels HDACis. El mecanisme pel qual, un HDACi condueix a la mort cel·lualr a la cèl·lula varia en funció de factors com la concentració i el temps d'exposició a l'inhibidor o el context cel·lular.
Dany a l'ADN 
No està encara demostrat que els inhibidors d'HDAC provoquin de manera directa mutacions a l’ADN de la cèl·lula. L’acetilació d’histones (induïda pels HDACis) provoca alteracions estructurals de la cromatina, les quals poden exposar certes fraccions de DNA que normalment està protegit de la mutació amb forca heterocromatina empaquetada. Aquests inhibidors d'HDAC també poden induir l’acumulació d’espècies reactives d’oxigen, les quals donen lloc a danys a l’ADN.
Els inhibidors d'HDAC també indueixen a l’acumulació de la forma fosforilada de H2XA. D’altra banda, també poden regular a la baixa l’expressió dels gens involucrats a la reparació de proteïnes del DNA involucrades en la recombinació homologa de RAD51, BRCA1 i BRCA2 i a la no homologa en la reparació de  DBS (ruptura de la doble cadena), incloent Ku70, Ku86 i DNA-PKCs. L’acumulació de DNA DSB està associada amb la mort cel·lular apoptòtica. Les cèl·lules transformades poden tenir molts defectes en les vies de reparació del dany de l’ADN i a diferència de les cèl·lules normals, no compten amb mecanismes per reparar aquest dany. La sinergia dels HDACi i els agents perjudicials per a l'ADN com els fàrmacs citotòxics o la radiació podria derivar de la combinació dels efectes dels HDACi al inhibir els processos de reparació del DNA i també dels efectes d’activar vies senyals intrínseques i extrínseques de mort cel·lular apoptòtica.
Cicle cel.lular 
Els inhibidors d'HDAC poden provocar l’aturada del creixement cel·lular. El vorinostat provoca predominantment l’aturada de G1 en baixes concentracions i l’aturada de G1 i G2 en concentracions elevades. L’aturada de G1 està associada amb la inducció de p21 que inhibeix CDKs regulant per tant, la progressió G1 i la transició de G1-S.
Apoptosi
Els inhibidors d'HDAC poden provocar la mort cel·lular en cèl·lules transformades a partir de la via extrínseca i intrínseca.
La via extrínseca s'inicia a partir de la unió d’un receptor apoptòtic, el receptor-1 del factor de necrosi TNF, DR-3, DR-6 o el receptor TNK inductor de l’apoptosi als seus lligands; de manera que es porta a terme l’activació de la casspasa-8 o la capasa-10. Els inhibidors poden regular l’expressió dels receptor apoptòtics o dels seus lligands sempre i quan sigui in vitro o in vivo a cèl·lules transformades, però no en cèl·lules no transformades. Els inhibidors HDAC poden fer més efectiva l’apoptosi mitjançant la inhibició del proteasoma de la degradació de TRAIL, un efecte que pot ser la base de l’apoptosi sinèrgica que resulta de la combinació d’un inhibidor de HDAC amb un inhibidor del proteasoma. Els estudis mostren que la via apoptòtica extrínseca pot explicar la mort cel·lular induïda per inhibidors HDAC en moltes cèl·lules transformades.
La via intrínseca de la apoptosi està mediada per la disgregació del mitocondri a partir de l’alliberament de proteïnes mitocondrials de la intermembrana, com el citocrom, AIF (apoptosis inducing factor) i Smac que intervenen en la activació de caspases. Els HDACi poden activar la via intrínseca de l’apoptosi a partir de la inactivació o supressió de proteïnes anti-apoptòtiques i l’activació de proteïnes que afavoreixen l’apoptosi. Nivells alts d’expressió de Bcl-2 degut a un inhibidor químic com HA14-1, pot augmentar la mort cel·lular induïda per inhibidors de HDAC. Aquests inhibidors de HDAC poden regular a l’alça proteïnes pro-apoptòtiques de la família Bcl-2 com Bcl-2,Bcl-XL,Bcl-w i Mcl-1; també poden suprimir l’expressió de gens pro-supervivència, que són inhibidors de l’apoptosi, com XIAP.
El nivell de les proteïnes pro-i anti-poptòtiques i els efectes dels inhibidors de HDAC varien significativament entre les diferents cèl·lules tumorals.